# Titova cesta, Ljubljana
Titova cesta je ime dveh bivših cest v Ljubljani, ki sta bili poimenovani po nekdanjem Titu. 

## Titova cesta (1952-1991)
Prva Titova cesta v Ljubljani je bila imenovana leta 1952, ko je bila preimenovana dotedanja Tyrševa cesta.
Po osamosvojitvi Slovenije leta 1991 je bila cesta razdeljena in preimenovana v Dunajsko in Slovensko cesto.

## Titova cesta (2009-2011)
Leta 2009 so novonačrtovano cestno vpadnico in del Štajerske ceste, na odseku med krožiščem Tomačevo in Dunajsko cesto, na predlog mestnega svetnika Petra Božiča ponovno poimenovali po Titu, to pa je sprožilo nasprotovanje in ogorčenje dela slovenske javnosti. Potekala je mimo Športnega parka Stožice v smeri sever - jug. Po izgradnji je cesta povezovala krožišči Tomačevo in Žale. 

### Protiustavno poimenovanje
4. oktobra 2011 je Ustavno sodišče Republike Slovenije razsodilo, da je bilo poimenovanje ceste po Titu protiustavno in da se mora drugi člen Odloka o določitvi in spremembi imen in potekov cest in ulic na območju Mestne občine Ljubljana (Uradni list RS, št. 44/09) odpraviti. Sodišče je imenovanje razveljavilo, ker je bila določba Odloka v neskladju z ustavnim načelom spoštovanja človekovega dostojanstva iz 1. člena Ustave Republike Slovenije in ker gre za poveličanje totalitarističnega režima: Ponovno uvedbo ulice, poimenovane po Josipu Brozu Titu kot simbolu jugoslovanskega komunističnega režima, je zato mogoče objektivno razumeti kot priznanje nekdanjemu nedemokratičnemu režimu. V Republiki Sloveniji, kjer se je razvoj demokracije in svobodne družbe, ki temelji na spoštovanju človekovega dostojanstva, začel s prelomom s prejšnjo ureditvijo, je vsako oblastno poveličevanje komunističnega totalitarnega režima protiustavno. Mestna občina Ljubljana je sporočila, da bo spoštovala odločitev sodišča. Po odločitvi sodišča je NSi predlagala, da se cesta poimenuje po Andreju Bajuku, medtem ko je SDS predlagala, da se poimenuje po Lojzetu Slaku.
Do 13. oktobra 2011 so odstranili vseh pet uličnih tabel za Titovo cesto kot tudi smerokaz za Titovo cesto v garažni hiši Športnega parka Stožice.
19. oktobra 2011 je mestni svetnik Miha Jazbinšek vložil kazenske ovadbe proti Zoranu Jankoviću, Ireni Razpotnik (načelnici mestnega oddelka za gospodarske dejavnosti in promet), Mileni Milevi Blažić (predsednici mestne komisije za poimenovanje naselij in ulic) ter odgovorne osebe z geodetske uprave zaradi neupoštevanja odločbe Ustavnega sodišča RS; kot razlog za ovadbe je Jazbinšek navedel pomanjkljivo nameščene table v Božičevi ulici (in šele po izteku roka), nenameščenih napisnih tabel na Štajerski cesti, ker sporni odsek ceste ni evidentiran v registru prostorskih enot in ker niso odstranili hišne table z napisom Titova cesta.